# Lamontia calibana
Lamontia calibana är en fjärilsart som beskrevs av William James Kaye 1922. Lamontia calibana ingår i släktet Lamontia och familjen bastardsvärmare. Inga underarter finns listade i Catalogue of Life.